# Olimpiai ötödik helyezett magyar sportolók listája
Magyarország olimpiai ötödik helyezettjei azok a sportolók, akik a nyári vagy téli olimpiai játékokon a magyar csapat tagjaként az ötödik helyen végeztek.
A magyar versenyzők a nyári olimpiai játékokon 190 darab, a téli olimpiai játékokon 7 darab ötödik helyezést értek el.
| Ábécé szerinti tartalomjegyzék                                                                           |
| --- |
| A, Á B C Cs D Dz Dzs E, É F G Gy H I, Í J K L Ly M N Ny O, Ó Ö, Ő P Q R S Sz T Ty U, Ú Ü, Ű V W X Y Z Zs |

## A, Á
| Ádám Sándor    | 1912, Stockholm | vízilabda   | férfi torna                 |  |
| Alapy Gábor    | 1936, Berlin    | evezés      | férfi nyolcas               |  |
| Almási Lenke   | 1980, Moszkva   | torna       | női összetett csapat        |  |
| Almássy Zsuzsa | 1972, Sapporo   | műkorcsolya | női egyéni                  |  |
| Andrási Gyula  | 1948, London    | kajak-kenu  | férfi kajak kettes 10 000 m |  |

## B
| Bácsi Péter        | 2008, Peking         | birkózás      | férfi kötöttfogás, 74 kg  |  |
| Bácsi Péter        | 2016, Rio de Janeiro | birkózás      | férfi kötöttfogás, 75 kg  |  |
| Badari Tibor       | 1968, Mexikóváros    | ökölvívás     | légsúly                   |  |
| Bakonyi Péter      | 1964, Tokió          | vívás         | férfi kard csapat         |  |
| Balla Virág        | 2020, Tokió          | kajak-kenu    | női kenu kettes 500 m     |  |
| Ballya Hugó        | 1936, Berlin         | evezés        | férfi nyolcas             |  |
| Balthazár Lajos    | 1948, London         | vívás         | férfi párbajtőr csapat    |  |
| Balthazár Lajos    | 1952, Helsinki       | vívás         | férfi párbajtőr csapat    |  |
| Balthazár Lajos    | 1956, Melbourne      | vívás         | férfi párbajtőr egyéni    |  |
| Bánfai Ágnes       | 1968, Mexikóváros    | torna         | női összetett csapat      |  |
| Bánfalvi Klára     | 1960, Róma           | kajak-kenu    | női kajak egyes 500 m     |  |
| Baranya István     | 1956, Melbourne      | birkózás      | férfi kötöttfogás, 52 kg  |  |
| Barta István       | 1924, Párizs         | vízilabda     | férfi torna               |  |
| Bay Béla           | 1948, London         | vívás         | férfi tőr csapat          |  |
| Bay Béla           | 1948, London         | vívás         | férfi párbajtőr csapat    |  |
| Beé István         | 2008, Peking         | kajak-kenu    | férfi kajak négyes 1000 m |  |
| Békési Ilona       | 1968, Mexikóváros    | torna         | női összetett csapat      |  |
| Békési Ilona       | 1972, München        | torna         | női felemás korlát        |  |
| Beleznai László    | 1912, Stockholm      | vízilabda     | férfi torna               |  |
| Bencze Lajos       | 1948, London         | birkózás      | férfi szabadfogás, 57 kg  |  |
| Berzsenyi Barnabás | 1952, Helsinki       | vívás         | férfi párbajtőr csapat    |  |
| Bicskey Richárd    | 1964, Tokió          | kerékpározás  | férfi tandem              |  |
| Biros Péter        | 2012, London         | vízilabda     | férfi torna               |  |
| Bíró Gyula         | 1912, Stockholm      | labdarúgás    | férfi torna               |  |
| Blum Zoltán        | 1912, Stockholm      | labdarúgás    | férfi torna               |  |
| Boczkó Gábor       | 2008, Peking         | vívás         | férfi párbajtőr csapat    |  |
| Bódi Jenő          | 1992, Barcelona      | birkózás      | férfi kötöttfogás, 62 kg  |  |
| Bodnár Sándor      | 1912, Stockholm      | labdarúgás    | férfi torna               |  |
| Bodnár Tibor       | 1980, Moszkva        | sportlövészet | férfi futóvadlövés        |  |
| Bodor István       | 1952, Helsinki       | kajak-kenu    | férfi kenu kettes 1000 m  |  |
| Bohus Beáta        | 2004, Athén          | kézilabda     | női torna                 |  |
| Bohus Richárd      | 2020, Tokió          | úszás         | férfi 4 × 100 m gyors     |  |
| Bokros Zsuzsanna   | 1972, München        | röplabda      | női torna                 |  |
| Borbás Gáspár      | 1912, Stockholm      | labdarúgás    | férfi torna               |  |
| Boros Péter        | 1932, Los Angeles    | torna         | függeszkedés              |  |
| Boros Péter        | 1932, Los Angeles    | torna         | férfi lólengés            |  |
| Botos András       | 1976, Montreal       | ökölvívás     | könnyűsúly                |  |
| Bozsik Gábor       | 2008, Peking         | kajak-kenu    | férfi kajak négyes 1000 m |  |
| Buda Attila        | 1988, Szöul          | súlyemelés    | férfi 90 kg               |  |
| Bujka Gábor        | 1988, Szöul          | vízilabda     | férfi torna               |  |
| Bujkó Tamás        | 1988, Szöul          | cselgáncs     | férfi harmatsúly          |  |

## C
| Crettier Rezső | 1900, Párizs | atlétika | férfi diszkoszvetés |  |

## Cs
| Csák József    | 1996, Atlanta   | cselgáncs | férfi harmatsúly       |  |
| Csányi Erika   | 1980, Moszkva   | torna     | női összetett csapat   |  |
| Cseh László    | 2012, London    | úszás     | férfi 4 × 100 m vegyes |  |
| Csermák József | 1956, Melbourne | atlétika  | férfi kalapácsvetés    |  |
| Csordás György | 1952, Helsinki  | úszás     | férfi 4 × 200 m gyors  |  |

## D
| Darázs Rózsa     | 2010, Vancouver      | rövidpályás gyorskorcsolya | női váltó                 |  |
| Darvas Miklós    | 1972, München        | kajak-kenu                 | férfi kenu kettes 1000 m  |  |
| Debnár Tamás     | 1988, Szöul          | úszás                      | férfi 100 m mell          |  |
| Decker Attila    | 2016, Rio de Janeiro | vízilabda                  | férfi torna               |  |
| Decker Ádám      | 2016, Rio de Janeiro | vízilabda                  | férfi torna               |  |
| Deme József      | 1976, Montreal       | kajak-kenu                 | férfi kajak kettes 500 m  |  |
| Deme József      | 1980, Moszkva        | kajak-kenu                 | férfi kajak négyes 1000 m |  |
| Dobay Gyula      | 1960, Róma           | úszás                      | férfi 100 m gyors         |  |
| Doleshall András | 1988, Szöul          | sportlövészet              | férfi futóvadlövés        |  |
| Domonkos László  | 1912, Stockholm      | labdarúgás                 | férfi torna               |  |
| Domonkos Pál     | 1936, Berlin         | evezés                     | férfi nyolcas             |  |
| Donogán István   | 1932, Los Angeles    | atlétika                   | férfi diszkoszvetés       |  |
| Dőry András      | 1956, Melbourne      | ökölvívás                  | váltósúly                 |  |
| Dubovszky István | 1988, Szöul          | cselgáncs                  | férfi nehézsúly           |  |
| Ducza Anikó      | 1964, Tokió          | torna                      | női összetett csapat      |  |
| Ducza Anikó      | 1968, Mexikóváros    | torna                      | női összetett csapat      |  |
| Dunay Pál        | 1948, London         | vívás                      | férfi párbajtőr csapat    |  |
| Dunay Pál        | 1948, London         | vívás                      | férfi tőr csapat          |  |
| Dzvonyár János   | 1980, Moszkva        | úszás                      | férfi 100 m mell          |  |

## E, É
| Eckschmiedt Sándor | 1968, Mexikóváros    | atlétika   | férfi kalapácsvetés  |  |
| Ecser Károly       | 1964, Tokió          | súlyemelés | férfi nehézsúly      |  |
| Éden Vilmos        | 1936, Berlin         | evezés     | férfi négyes         |  |
| Éder Róbert        | 1908, London         | evezés     | férfi nyolcas        |  |
| Egervári Márta     | 1980, Moszkva        | torna      | női összetett csapat |  |
| Eichler Katalin    | 1972, München        | röplabda   | női torna            |  |
| Endrődy Ágoston    | 1936, Berlin         | lovaglás   | lovastusa egyéni     |  |
| Énekes Emőke       | 1972, München        | röplabda   | női torna            |  |
| Erdei János        | 1952, Helsinki       | ökölvívás  | pehelysúly           |  |
| Erdélyi Balázs     | 2016, Rio de Janeiro | vízilabda  | férfi torna          |  |
| Erős Lajos         | 1988, Szöul          | ökölvívás  | félnehézsúly         |  |
| Érsek Zsolt        | 1988, Szöul          | vívás      | férfi tőr egyéni     |  |
| Érsek Zsolt        | 1996, Atlanta        | vívás      | férfi tőr csapat     |  |

## F
| Fábián Bettina      | 2024, Párizs      | úszás         | női 10 km nyílt vízi |  |
| Fábián László       | 1992, Barcelona   | öttusa        | férfi csapat         |  |
| Farkas Ágnes        | 2004, Athén       | kézilabda     | női torna            |  |
| Fazekas Tibor       | 1912, Stockholm   | vízilabda     | férfi torna          |  |
| Fazekas Tibor       | 1924, Párizs      | vízilabda     | férfi torna          |  |
| Fejér Géza          | 1972, München     | atlétika      | férfi diszkoszvetés  |  |
| Fekete Judit        | 1972, München     | röplabda      | női torna            |  |
| Fekete Miklós       | 1912, Stockholm   | labdarúgás    | férfi torna          |  |
| Ferencz Ágnes       | 1988, Szöul       | sportlövészet | női sportpisztoly    |  |
| Ferjancsik Domonkos | 2000, Sydney      | vívás         | férfi kard csapat    |  |
| Ferjancsik Domonkos | 2004, Athén       | vívás         | férfi kard csapat    |  |
| Ferling Bernadett   | 2004, Athén       | kézilabda     | női torna            |  |
| Flander Erika       | 1980, Moszkva     | torna         | női összetett csapat |  |
| Fodor Kende         | 2004, Athén       | vívás         | férfi kard csapat    |  |
| Földi Imre          | 1976, Montreal    | súlyemelés    | férfi légsúly        |  |
| Forgács Judit       | 1980, Moszkva     | atlétika      | női 4 × 400 m váltó  |  |
| Füredi Gábor        | 1968, Mexikóváros | vívás         | férfi tőr csapat     |  |
| Furmen Imre         | 1952, Helsinki    | kerékpározás  | férfi tandem         |  |

## G
| Gál Mária       | 1972, München    | röplabda      | női torna                |  |
| Gáspár Jenő     | 1924, Párizs     | atlétika      | férfi magasugrás         |  |
| Gáspár Zsolt    | 2000, Sydney     | úszás         | férfi 4 × 100 m vegyes   |  |
| Gedó György     | 1976, Montreal   | ökölvívás     | papirsúly                |  |
| Gedó György     | 1980, Moszkva    | ökölvívás     | papirsúly                |  |
| Gerebics Roland | 2000, Sydney     | sportlövészet | férfi dupla trap         |  |
| Gerevich Aladár | 1948, London     | vívás         | férfi tőr csapat         |  |
| Gerevich Aladár | 1956, Melbourne  | vívás         | férfi kard egyéni        |  |
| Gombos Sándor   | 1928, Amszterdam | vívás         | férfi kard egyéni        |  |
| Gönczy Lajos    | 1904, St. Louis  | atlétika      | férfi magasugrás helyből |  |
| Görbicz Anita   | 2004, Athén      | kézilabda     | női torna                |  |
| Gurics György   | 1956, Melbourne  | birkózás      | férfi kötöttfogás, 79 kg |  |
| Güttler Károly  | 1992, Barcelona  | úszás         | férfi 200 m mell         |  |
| Güttler Károly  | 2000, Sydney     | úszás         | férfi 4 × 100 m vegyes   |  |

## Gy
| Gyarmati Andrea  | 1968, Mexikóváros | úszás     | női 4 × 100 m gyors    |  |
| Gyarmati Andrea  | 1968, Mexikóváros | úszás     | női 100 m pillangó     |  |
| Gyarmati Andrea  | 1968, Mexikóváros | úszás     | női 100 m hát          |  |
| Gyöngyösi András | 1988, Szöul       | vízilabda | férfi torna            |  |
| Gyöngyösi László | 1952, Helsinki    | úszás     | férfi 4 × 200 m gyors  |  |
| Gyuricza József  | 1956, Melbourne   | vívás     | férfi tőr egyéni       |  |
| Gyurta Dániel    | 2008, Peking      | úszás     | férfi 200 m mell       |  |
| Gyurta Dániel    | 2012, London      | úszás     | férfi 4 × 100 m vegyes |  |

## H
| Habony Ferenc        | 1964, Tokió          | kerékpározás               | férfi tandem             |  |
| Hajtós Bertalan      | 1988, Szöul          | cselgáncs                  | férfi könnyűsúly         |  |
| Haller Ákos          | 2000, Sydney         | evezés                     | férfi kétpár             |  |
| Hámori Luca          | 2024, Párizs         | ökölvívás                  | női váltósúly            |  |
| Hanti Erzsébet       | 1980, Moszkva        | torna                      | női összetett csapat     |  |
| Hárai Balázs         | 2012, London         | vízilabda                  | férfi torna              |  |
| Hárai Balázs         | 2016, Rio de Janeiro | vízilabda                  | férfi torna              |  |
| Harcsa Zoltán        | 2012, London         | ökölvívás                  | férfi középsúly          |  |
| Haraszthy Lajos      | 1908, London         | evezés                     | férfi nyolcas            |  |
| Hargitay András      | 1972, München        | úszás                      | férfi 200 m vegyes       |  |
| Hátszegi József      | 1948, London         | vívás                      | férfi tőr csapat         |  |
| Hautzinger Sándor    | 1908, London         | evezés                     | férfi nyolcas            |  |
| Hégner-Tóth Jenő     | 1912, Stockholm      | vízilabda                  | férfi torna              |  |
| Heidum Bernadett     | 2010, Vancouver      | rövidpályás gyorskorcsolya | női váltó                |  |
| Hennyei Imre         | 1948, London         | vívás                      | férfi párbajtőr csapat   |  |
| Hennyei Imre         | 1952, Helsinki       | vívás                      | férfi párbajtőr csapat   |  |
| Hetényi Antal        | 1972, München        | cselgáncs                  | férfi könnyűsúly         |  |
| Hirling Zsolt        | 2004, Athén          | evezés                     | férfi könnyűsúlyú kétpár |  |
| Hollósi Géza         | 1960, Róma           | birkózás                   | férfi szabadfogás, 79 kg |  |
| Hollósi Géza         | 1964, Tokió          | birkózás                   | férfi szabadfogás, 87 kg |  |
| Hollosi-Jung Frigyes | 1936, Berlin         | evezés                     | férfi nyolcas            |  |
| Homonnai Lajos       | 1924, Párizs         | vízilabda                  | férfi torna              |  |
| Homonnai Márton      | 1924, Párizs         | vízilabda                  | férfi torna              |  |
| Hormay Adrienn       | 2004, Athén          | vívás                      | női párbajtőr csapat     |  |
| Horváth Attila       | 1992, Barcelona      | atlétika                   | férfi diszkoszvetés      |  |
| Horváth Péter        | 2000, Sydney         | úszás                      | férfi 4 × 100 m vegyes   |  |
| Horváth Zoltán       | 1964, Tokió          | vívás                      | férfi kard csapat        |  |
| Hosnyánszky Norbert  | 2012, London         | vízilabda                  | férfi torna              |  |
| Hosnyánszky Norbert  | 2016, Rio de Janeiro | vízilabda                  | férfi torna              |  |
| Hosszú Katinka       | 2020, Tokió          | úszás                      | női 400 m vegyes         |  |
| Huszár Erika         | 2010, Vancouver      | rövidpályás gyorskorcsolya | női váltó                |  |

## I
| Imre Géza          | 2008, Peking | vívás                    | férfi párbajtőr csapat |  |
| Inotay Ákos        | 1936, Berlin | evezés                   | férfi négyes           |  |
| Iszmail Muszukajev | Birkózás     | Férfi szabadfogás, 65 kg |                        |  |
| Iványi Gyula       | 1900, Párizs | vívás                    | férfi kard egyéni      |  |

## J
| Joó Abigél     | 2012, London   | cselgáncs | női félnehézsúly |  |
| Juhász István  | 1952, Helsinki | ökölvívás | könnyűsúly       |  |
| Juhász Katalin | 1964, Tokió    | vívás     | női tőr egyéni   |  |

## K
| Kádas Géza         | 1952, Helsinki       | úszás                      | férfi 100 m gyors          |  |
| Kádas Géza         | 1952, Helsinki       | úszás                      | férfi 4 × 200 m gyors      |  |
| Kajdi János        | 1964, Tokió          | ökölvívás                  | könnyűsúly                 |  |
| Kálnitczky Gusztáv | 1928, Amszterdam     | vívás                      | férfi tőr csapat           |  |
| Kálnoki Kis Attila | 1992, Barcelona      | öttusa                     | férfi csapat               |  |
| Kammerer Zoltán    | 2004, Athén          | kajak-kenu                 | férfi kajak kettes 500 m   |  |
| Kamuti Jenő        | 1964, Tokió          | vívás                      | férfi tőr egyéni           |  |
| Kamuti Jenő        | 1968, Mexikóváros    | vívás                      | férfi tőr csapat           |  |
| Kamuti László      | 1968, Mexikóváros    | vívás                      | férfi tőr csapat           |  |
| Kapossy Imre       | 1936, Berlin         | evezés                     | férfi nyolcas              |  |
| Karakas Hedvig     | 2012, London         | cselgáncs                  | női könnyűsúly             |  |
| Kásás Tamás        | 2012, London         | vízilabda                  | férfi torna                |  |
| Károly Jenő        | 1912, Stockholm      | labdarúgás                 | férfi torna                |  |
| Katona József      | 1960, Róma           | úszás                      | férfi 1500 m gyors         |  |
| Kellner Ferenc     | 1960, Róma           | ökölvívás                  | könnyűsúly                 |  |
| Kereszthy Ervin    | 1936, Berlin         | evezés                     | férfi nyolcas              |  |
| Keserű Alajos      | 1924, Párizs         | vízilabda                  | férfi torna                |  |
| Keszthelyi Tibor   | 1988, Szöul          | vízilabda                  | férfi torna                |  |
| Keszler Andrea     | 2010, Vancouver      | rövidpályás gyorskorcsolya | női váltó                  |  |
| Kettesi Gusztáv    | 1952, Helsinki       | úszás                      | férfi 4 × 200 m gyors      |  |
| Killermann Klára   | 1956, Melbourne      | úszás                      | női 200 m mell             |  |
| Király Ede         | 1948, St. Moritz     | műkorcsolya                | férfi egyéni               |  |
| Kirchknopf Ferenc  | 1908, London         | evezés                     | férfi nyolcas              |  |
| Kirsner Erika      | 2004, Athén          | kézilabda                  | női torna                  |  |
| Kis Gábor          | 2016, Rio de Janeiro | vízilabda                  | férfi torna                |  |
| Kiss Ferenc        | 1964, Tokió          | birkózás                   | férfi kötöttfogás, 97 kg   |  |
| Kiss Gergely       | 2012, London         | vízilabda                  | férfi torna                |  |
| Kiss Judit         | 1972, München        | röplabda                   | női torna                  |  |
| Kiss Róbert        | 1996, Atlanta        | vívás                      | férfi tőr csapat           |  |
| Klauz László       | 1988, Szöul          | birkózás                   | férfi kötöttfogás, 130 kg  |  |
| Kleckner Sándor    | 1908, London         | evezés                     | férfi nyolcas              |  |
| Klics Ferenc       | 1948, London         | atlétika                   | férfi diszkoszvetés        |  |
| Klics Ferenc       | 1952, Helsinki       | atlétika                   | férfi diszkoszvetés        |  |
| Knapek Edina       | 2008, Peking         | vívás                      | női tőr egyéni             |  |
| Knoch Viktor       | 2006, Torinó         | rövidpályás gyorskorcsolya | férfi 1500 m               |  |
| Kocsis Miklós      | 1956, Melbourne      | sportlövészet              | férfi futócél              |  |
| Kolonics György    | 1992, Barcelona      | kajak-kenu                 | férfi kenu kettes 1000 m   |  |
| Korompay Sándor    | 1936, Berlin         | evezés                     | férfi nyolcas              |  |
| Kósz Zoltán        | 1988, Szöul          | vízilabda                  | férfi torna                |  |
| Kosztyán József    | 1980, Moszkva        | kajak-kenu                 | férfi kajak négyes 1000 m  |  |
| Kovács Ágnes       | 2000, Sydney         | úszás                      | női 100 m mell             |  |
| Kovács Ágnes       | 2004, Athén          | úszás                      | női 200 m mell             |  |
| Kovács Antal       | 1996, Atlanta        | cselgáncs                  | férfi félnehézsúly         |  |
| Kovács Attila      | 1964, Tokió          | vívás                      | férfi kard csapat          |  |
| Kovács Edit        | 1968, Mexikóváros    | úszás                      | női 4 × 100 m gyors        |  |
| Kovács Iván        | 2008, Peking         | vívás                      | férfi párbajtőr csapat     |  |
| Kovács Péter       | 1980, Moszkva        | torna                      | férfi talaj                |  |
| Kovács Richárd     | 2024, Párizs         | ökölvívás                  | férfi könnyűsúly           |  |
| Kozma Dominik      | 2012, London         | úszás                      | férfi 4 × 100 m vegyes     |  |
| Köves Csaba        | 2000, Sydney         | vívás                      | férfi kard csapat          |  |
| Kulcsár Anita      | 2004, Athén          | kézilabda                  | női torna                  |  |
| Kulcsár Krisztián  | 2008, Peking         | vívás                      | férfi párbajtőr csapat     |  |
| Kun Szilárd        | 1964, Tokió          | sportlövészet              | férfi gyorstűzelő pisztoly |  |
| Kuna Péter         | 1988, Szöul          | vízilabda                  | férfi torna                |  |

## L
| Lajtos Szandra      | 2010, Vancouver      | rövidpályás gyorskorcsolya | női váltó                |  |
| Lakatos Pál         | 1992, Barcelona      | ökölvívás                  | papírsúly                |  |
| Las Torres Béla     | 1912, Stockholm      | úszás                      | férfi 400 m gyors        |  |
| Lengyel Balázs      | 2004, Athén          | vívás                      | férfi kard csapat        |  |
| Likerecz Gyöngyi    | 2000, Sydney         | súlyemelés                 | női 75 kg                |  |
| Littomeritzky Mária | 1948, London         | úszás                      | női 4 × 100 m gyors      |  |
| Liu Shaolin Sándor  | 2018, Phjongcshang   | rövidpályás gyorskorcsolya | férfi 500 m              |  |
| Liu Shaolin Sándor  | 2018, Phjongcshang   | rövidpályás gyorskorcsolya | férfi 1500 m             |  |
| Lőrincz Viktor      | 2016, Rio de Janeiro | birkózás                   | férfi kötöttfogás, 85 kg |  |
| Losonczi Dávid      | 2024, Párizs         | birkózás                   | férfi kötöttfogás, 87 kg |  |
| Lovász Zsuzsanna    | 2004, Athén          | kézilabda                  | női torna                |  |

## M
| Madaras Norbert      | 2012, London         | vízilabda  | férfi torna               |  |
| Madarász Csilla      | 1960, Róma           | úszás      | női 100 m gyors           |  |
| Magyar Zoltán        | 1976, Montreal       | torna      | férfi lóugrás             |  |
| Mák Gyöngyi          | 1964, Tokió          | torna      | női összetett csapat      |  |
| Makláry Ilona        | 1972, München        | röplabda   | női torna                 |  |
| Makray Katalin       | 1964, Tokió          | torna      | női összetett csapat      |  |
| Makray Katalin       | 1968, Mexikóváros    | torna      | női összetett csapat      |  |
| Mándi Imre           | 1936, Berlin         | ökölvívás  | váltósúly                 |  |
| Manhercz Krisztián   | 2016, Rio de Janeiro | vízilabda  | férfi torna               |  |
| Maracskó Tibor       | 1980, Moszkva        | öttusa     | férfi egyéni              |  |
| Maróthy József       | 1908, London         | birkózás   | férfi kötöttfogás 66,6 kg |  |
| Marsi Márk           | 1996, Atlanta        | vívás      | férfi tőr csapat          |  |
| Maszlay Lajos        | 1948, London         | vívás      | férfi tőr csapat          |  |
| May Attila           | 1968, Mexikóváros    | vívás      | férfi tőr csapat          |  |
| Mehlmann Ibolya      | 2004, Athén          | kézilabda  | női torna                 |  |
| Mészáros György      | 1964, Tokió          | kajak-kenu | férfi kajak kettes 1000 m |  |
| Meszéna Miklós       | 1964, Tokió          | vívás      | férfi kard csapat         |  |
| Mihó Miklós          | 1936, Berlin         | evezés     | férfi négyes              |  |
| Mikla Béla           | 1948, London         | vívás      | férfi tőr csapat          |  |
| Milák Kristóf        | 2020, Tokió          | úszás      | férfi 4 × 100 m gyors     |  |
| Mincza-Nébald Ildikó | 2004, Athén          | vívás      | női párbajtőr csapat      |  |
| Mitró György         | 1948, London         | úszás      | férfi 400 m gyors         |  |
| Mizsér Attila        | 1992, Barcelona      | öttusa     | férfi csapat              |  |
| Mohi Zoltán          | 1988, Szöul          | vízilabda  | férfi torna               |  |
| Molnár Imre          | 1976, Montreal       | torna      | férfi lóugrás             |  |
| Molnár László        | 1936, Berlin         | evezés     | férfi négyes              |  |
| Mórich Ervin         | 1924, Párizs         | evezés     | férfi kétpár              |  |
| Müller Katalin       | 1964, Tokió          | torna      | női összetett csapat      |  |
| Müller Katalin       | 1968, Mexikóváros    | torna      | női összetett csapat      |  |
| Iszmail Muszukajev   | 2024, Párizs         | birkózás   | férfi szabadfogás, 65 kg  |  |

## N
| Nagy Béla     | 1980, Moszkva        | íjászat    | férfi egyéni             |  |
| Nagy József   | 1976, Montreal       | ökölvívás  | kisváltósúly             |  |
| Nagy Tímea    | 1996, Atlanta        | vívás      | női párbajtőr egyéni     |  |
| Nagy Tímea    | 2004, Athén          | vívás      | női párbajtőr csapat     |  |
| Nagy Viktor   | 2012, London         | vízilabda  | férfi torna              |  |
| Nagy Viktor   | 2016, Rio de Janeiro | vízilabda  | férfi torna              |  |
| Nagy Zsigmond | 1964, Tokió          | atlétika   | férfi súlylökés          |  |
| Nébald György | 1988, Szöul          | vívás      | férfi kard egyéni        |  |
| Nemcsik Zsolt | 2000, Sydney         | vívás      | férfi kard csapat        |  |
| Nemcsik Zsolt | 2004, Athén          | vívás      | férfi kard csapat        |  |
| Németh Nándor | 2020, Tokió          | úszás      | férfi 4 × 100 m gyors    |  |
| Novák Ferenc  | 2000, Sydney         | kajak-kenu | férfi kenu kettes 1000 m |  |
| Novák Ilona   | 1948, London         | úszás      | női 4 × 100 m gyors      |  |

## Ny
| Nyéki Imre | 1952, Helsinki | úszás | férfi 4 × 200 m gyors |  |

## O
| Orbán Nándor  | 1936, Berlin  | öttusa       | férfi egyéni                     |  |
| Orczán László | 1936, Berlin  | kerékpározás | férfi 1000 m állórajtos időfutam |  |
| Orosz Irén    | 1980, Moszkva | atlétika     | női 4 × 400 m váltó              |  |
| Óvári Éva     | 1980, Moszkva | torna        | női összetett csapat             |  |

## P
| Pál Ilona                  | 1980, Moszkva     | atlétika      | női 4 × 400 m váltó      |  |
| Pálffy Zsuzsanna           | 2004, Athén       | kézilabda     | női torna                |  |
| Pálinger Katalin           | 2004, Athén       | kézilabda     | női torna                |  |
| Pálizs Attila              | 1992, Barcelona   | kajak-kenu    | férfi kenu kettes 1000 m |  |
| Palócz Endre               | 1948, London      | vívás         | férfi tőr csapat         |  |
| Papp Margit                | 1980, Moszkva     | atlétika      | női ötpróba              |  |
| Pardi Tibor                | 1988, Szöul       | vízilabda     | férfi torna              |  |
| Pars Krisztián             | 2004, Athén       | atlétika      | férfi kalapácsvetés      |  |
| Pataki Mihály              | 1912, Stockholm   | labdarúgás    | férfi torna              |  |
| Patóh Magdolna             | 1968, Mexikóváros | úszás         | női 4 × 100 m gyors      |  |
| Payer Imre                 | 1912, Stockholm   | labdarúgás    | férfi torna              |  |
| Péni István                | 2020, Tokió       | sportlövészet | férfi légpuska           |  |
| Pető Tibor                 | 2000, Sydney      | evezés        | férfi kétpár             |  |
| Petőváry Zsolt             | 1988, Szöul       | vízilabda     | férfi torna              |  |
| Petrika Ibolya             | 1980, Moszkva     | atlétika      | női 4 × 400 m váltó      |  |
| Petschauer Attila          | 1932, Los Angeles | vívás         | férfi kard egyéni        |  |
| Pézsa Tibor                | 1964, Tokió       | vívás         | férfi kard csapat        |  |
| Pigniczki Krisztina        | 2004, Athén       | kézilabda     | női torna                |  |
| Jekelfalussy-Piller György | 1928, Amszterdam  | vívás         | férfi tőr csapat         |  |
| Pintér István              | 1988, Szöul       | vízilabda     | férfi torna              |  |
| Popa Adrián                | 1996, Atlanta     | súlyemelés    | férfi 64 kg              |  |
| Povázsay Péter             | 1972, München     | kajak-kenu    | férfi kenu kettes 1000 m |  |
| Pulai Bence                | 2012, London      | úszás         | férfi 4 × 100 m vegyes   |  |
| Pulai Imre                 | 1992, Barcelona   | kajak-kenu    | férfi kenu egyes 500 m   |  |
| Pulai Imre                 | 2000, Sydney      | kajak-kenu    | férfi kenu kettes 1000 m |  |
| Pupp Réka                  | 2020, Tokió       | cselgáncs     | női harmatsúly           |  |
| Pupp Réka                  | 2024, Párizs      | cselgáncs     | női harmatsúly           |  |

## R
| Rácz Lajos        | 1976, Montreal   | birkózás    | férfi kötöttfogás, 52 kg  |  |
| Radó Lucia        | 1972, München    | röplabda    | női torna                 |  |
| Radulovics Bojana | 2004, Athén      | kézilabda   | női torna                 |  |
| Radvány Ödön      | 1908, London     | birkózás    | férfi kötöttfogás 66,6 kg |  |
| Rády József       | 1928, Amszterdam | vívás       | férfi tőr csapat          |  |
| Rátkai János      | 1976, Montreal   | kajak-kenu  | férfi kajak kettes 500 m  |  |
| Rátkai János      | 1980, Moszkva    | kajak-kenu  | férfi kajak négyes 1000 m |  |
| Regőczy Krisztina | 1976, Innsbruck  | műkorcsolya | jégtánc                   |  |
| Rémi Károly       | 1912, Stockholm  | vízilabda   | férfi torna               |  |
| Rerrich Béla      | 1948, London     | vívás       | férfi párbajtőr csapat    |  |
| Rerrich Béla      | 1952, Helsinki   | vívás       | férfi párbajtőr csapat    |  |
| Reznák János      | 1960, Róma       | birkózás    | férfi szabadfogás, +87 kg |  |
| Rizmayer Antal    | 1964, Tokió      | birkózás    | férfi kötöttfogás, 78 kg  |  |
| Róka Antal        | 1956, Melbourne  | atlétika    | férfi 50 km gyaloglás     |  |
| Rozgonyi György   | 1928, Amszterdam | vívás       | férfi tőr csapat          |  |
| Rumbold Gyula     | 1912, Stockholm  | labdarúgás  | férfi torna               |  |

## S
| Sákovics József     | 1952, Helsinki       | vívás         | férfi párbajtőr csapat    |  |
| Sákovics József     | 1952, Helsinki       | vívás         | férfi párbajtőr egyéni    |  |
| Salim József        | 2000, Sydney         | taekwondo     | férfi légsúly             |  |
| Salim Omar          | 2020, Tokió          | taekwondo     | férfi légsúly             |  |
| Sallay András       | 1976, Innsbruck      | műkorcsolya   | jégtánc                   |  |
| Schillerwein István | 1952, Helsinki       | kerékpározás  | férfi tandem              |  |
| Schlégl Judit       | 1972, München        | röplabda      | női torna                 |  |
| Schlosser Imre      | 1912, Stockholm      | labdarúgás    | férfi torna               |  |
| Schmiedt Gábor      | 1988, Szöul          | vízilabda     | férfi torna               |  |
| Sebestyén Béla      | 1912, Stockholm      | labdarúgás    | férfi torna               |  |
| Sebők Éva           | 1972, München        | röplabda      | női torna                 |  |
| Sidi Péter          | 2016, Rio de Janeiro | sportlövészet | férfi légpuska            |  |
| Sík Márton          | 2008, Peking         | kajak-kenu    | férfi kajak négyes 1000 m |  |
| Sike József         | 1992, Barcelona      | sportlövészet | férfi futócéllövés        |  |
| Sirina Irina        | 2004, Athén          | kézilabda     | női torna                 |  |
| Siry Emerencia      | 1972, München        | röplabda      | női torna                 |  |
| Siti Eszter         | 2004, Athén          | kézilabda     | női torna                 |  |
| Sólyomvári János    | 1980, Moszkva        | súlyemelés    | férfi 100 kg              |  |
| Sóvári Kálmán       | 1948, London         | birkózás      | férfi szabadfogás, 73 kg  |  |
| Speidl Zoltán       | 1900, Párizs         | atlétika      | férfi 800 m síkfutás      |  |
| Steinmetz Ádám      | 2012, London         | vízilabda     | férfi torna               |  |
| Storcz Botond       | 2004, Athén          | kajak-kenu    | férfi kajak kettes 500 m  |  |
| Storczer Beáta      | 1988, Szöul          | torna         | női talaj                 |  |
| Supola Zoltán       | 1992, Barcelona      | torna         | férfi lóugrás             |  |
| Sütő József         | 1964, Tokió          | atlétika      | férfi maratonfutás        |  |

## Sz
| Szabó Ildikó      | 1976, Montreal       | atlétika     | női távolugrás            |  |
| Szabó László      | 1936, Berlin         | evezés       | férfi nyolcas             |  |
| Szabó Sándor      | 1968, Mexikóváros    | vívás        | férfi tőr csapat          |  |
| Szabó Szebasztián | 2020, Tokió          | úszás        | férfi 4 × 100 m gyors     |  |
| Szabolcsi Szilvia | 2000, Sydney         | kerékpározás | női 200 m repülőverseny   |  |
| Szebeny Antal     | 1908, London         | evezés       | férfi nyolcas             |  |
| Szécsényi József  | 1964, Tokió          | atlétika     | férfi diszkoszvetés       |  |
| Szécsi Zoltán     | 2012, London         | vízilabda    | férfi torna               |  |
| Székely Éva       | 1948, London         | úszás        | női 4 × 100 m gyors       |  |
| Székely Ripszima  | 1956, Melbourne      | úszás        | női 400 m gyors           |  |
| Széles János      | 1928, Amszterdam     | ökölvívás    | harmatsúly                |  |
| Szellő Imre       | 2008, Peking         | ökölvívás    | félnehézsúly              |  |
| Szendey Antal     | 1936, Berlin         | evezés       | férfi nyolcas             |  |
| Szendey Béla ifj. | 1924, Párizs         | evezés       | férfi kétpár              |  |
| Szepesi Ádám      | 1972, München        | atlétika     | férfi magasugrás          |  |
| Szepesi István    | 1980, Moszkva        | cselgáncs    | férfi félnehézsúly        |  |
| Szilágyi Gyula    | 1948, London         | birkózás     | férfi kötöttfogás, 52 kg  |  |
| Szivós Márton     | 2012, London         | vízilabda    | férfi torna               |  |
| Szivós Márton     | 2016, Rio de Janeiro | vízilabda    | férfi torna               |  |
| Szőke Alex        | 2020, Tokió          | birkózás     | férfi kötöttfogás, 97 kg  |  |
| Szöllősi Imre     | 1964, Tokió          | kajak-kenu   | férfi kajak kettes 1000 m |  |
| Sztanity Zoltán   | 1980, Moszkva        | kajak-kenu   | férfi kajak négyes 1000 m |  |
| Szury Kálmán      | 1912, Stockholm      | labdarúgás   | férfi torna               |  |
| Szűcs László      | 1992, Barcelona      | ökölvívás    | kisváltósúly              |  |
| Szymiczek Alajos  | 1936, Berlin         | evezés       | férfi négyes              |  |

## T
| Takács Kincső      | 2020, Tokió       | kajak-kenu | női kenu kettes 500 m     |  |
| Takács Péter       | 2000, Sydney      | vívás      | férfi kard csapat         |  |
| Tarányi József     | 1948, London      | birkózás   | férfi kötöttfogás, +87 kg |  |
| Telegdy Ádám       | 2020, Tokió       | úszás      | férfi 200 m hát           |  |
| Temes Judit        | 1948, London      | úszás      | női 4 × 100 m gyors       |  |
| Tersztyánszky Ödön | 1928, Amszterdam  | vívás      | férfi tőr csapat          |  |
| Tolnai Márta       | 1964, Tokió       | torna      | női összetett csapat      |  |
| Tolnai Márta       | 1968, Mexikóváros | torna      | női összetett csapat      |  |
| Torma Ágnes        | 1972, München     | röplabda   | női torna                 |  |
| Tóth Éva           | 1980, Moszkva     | atlétika   | női 4 × 400 m váltó       |  |
| Tóth Ferenc        | 1936, Berlin      | birkózás   | férfi szabadfogás, 61 kg  |  |
| Tóth Hajnalka      | 2004, Athén       | vívás      | női párbajtőr csapat      |  |
| Tóth Imre          | 1988, Szöul       | vízilabda  | férfi torna               |  |
| Tóth László        | 1988, Szöul       | vízilabda  | férfi torna               |  |
| Tóth Péter         | 1908, London      | vívás      | férfi kard egyéni         |  |
| Tóth Péter         | 1928, Amszterdam  | vívás      | férfi tőr csapat          |  |
| Tóth Tímea         | 2004, Athén       | kézilabda  | női torna                 |  |
| Tressel Mária      | 1964, Tokió       | torna      | női összetett csapat      |  |
| Túróczy Judit      | 1968, Mexikóváros | úszás      | női 4 × 100 m gyors       |  |
| Tuza József        | 1952, Helsinki    | kajak-kenu | férfi kenu kettes 1000 m  |  |

## U
| Ungvári Miklós | 2016, Rio de Janeiro | cselgáncs  | férfi könnyűsúly            |  |
| Urányi János   | 1948, London         | kajak-kenu | férfi kajak kettes 10 000 m |  |

## V
| Vágó Antal     | 1912, Stockholm      | labdarúgás |                           |  |
| Vámos Márton   | 2016, Rio de Janeiro | vízilabda  | férfi torna               |  |
| Várady Jenő    | 1908, London         | evezés     | férfi nyolcas             |  |
| Varga Dániel   | 2012, London         | vízilabda  | férfi torna               |  |
| Varga Dániel   | 2016, Rio de Janeiro | vízilabda  | férfi torna               |  |
| Varga Dénes    | 2012, London         | vízilabda  | férfi torna               |  |
| Varga Dénes    | 2016, Rio de Janeiro | vízilabda  | férfi torna               |  |
| Varga Tamás    | 2004, Athén          | evezés     | férfi könnyűsúlyú kétpár  |  |
| Varga Tamás    | 2012, London         | vízilabda  | férfi torna               |  |
| Vaskó Károly   | 1908, London         | evezés     | férfi nyolcas             |  |
| Vereckei Ákos  | 2004, Athén          | kajak-kenu | férfi kajak egyes 500 m   |  |
| Vereckei Ákos  | 2008, Peking         | kajak-kenu | férfi kajak négyes 1000 m |  |
| Vértesy József | 1924, Párizs         | vízilabda  | férfi torna               |  |
| Vincze Balázs  | 1988, Szöul          | vízilabda  | férfi torna               |  |

## W
| Wágner József  | 1992, Barcelona | cselgáncs | férfi légsúly   |  |
| Wampetich Imre | 1908, London    | evezés    | férfi nyolcas   |  |
| Wenk János     | 1912, Stockholm | vízilabda | férfi torna     |  |
| Wenk János     | 1924, Párizs    | vízilabda | férfi torna     |  |
| Wladár Sándor  | 1980, Moszkva   | úszás     | férfi 100 m hát |  |

## Z
| Zachár Imre   | 1912, Stockholm      | vízilabda | férfi torna              |  |
| Zalánki Gergő | 2016, Rio de Janeiro | vízilabda | férfi torna              |  |
| Zombori Gyula | 1932, Los Angeles    | birkózás  | férfi szabadfogás, 72 kg |  |
| Zombori Ödön  | 1928, Amszterdam     | birkózás  | férfi kötöttfogás, 58 kg |  |
| Zubor Attila  | 2000, Sydney         | úszás     | férfi 4 × 100 m vegyes   |  |

## Zs
| Zsivótzky Gyula | 1972, München | atlétika | férfi kalapácsvetés |  |